# Rakouská kuchyně
Rakouská kuchyně (německy Österreichische Küche) je styl kuchařského umění pocházející z Rakouska, nabízející mnoho regionálních variant. Vedle vídeňské kuchyně, která je převážně založena na kuchařské tradici Rakousko-Uherské monarchie, existují ve všech spolkových zemích samostatné regionální tradice. Na stolech se často objevují např. smažené pokrmy, variace knedlíků, husté polévky a dušená jídla. 
V rakouské kuchyni se projevují vlivy ze všech oblastí monarchie, zejména z Uher, Čech a severní Itálie, ale také z Francie. Pokrmy a způsoby přípravy byly často převzaty, zapracovány a přizpůsobeny. Jedním z příkladů je guláš. V mezinárodním měřítku je rakouská kuchyně známá především díky moučníkům, jako je trhanec nebo jablečný závin, a také díky jídlu tafelspitz, vídeňskému řízku nebo cikánskému řízku. Mimo to se ale v posledních letech vyvíjí i regionální kuchyně, která se zaměřuje především na produkty z daného kraje a jednoduchost přípravy. V Tyrolsku se například vyrábí jedinečné horské sýry.

## Typická jídla

### Polévky
Pro rakouskou kuchyni jsou tradiční hovězí polévky s různými přísadami (fritátové a jiné druhy nudlí, játrové knedlíčky nebo smažený hrášek).

### Hlavní jídla
Mezinárodnímu věhlasu se těší vídeňský telecí řízek. Stejně tak oblíbená je vepřová pečeně s bramborovým nebo houskovým knedlíkem.
Zvláštností jsou fleky (těstoviny), které se podávají většinou se zelím nebo špekem.

### Moučníky

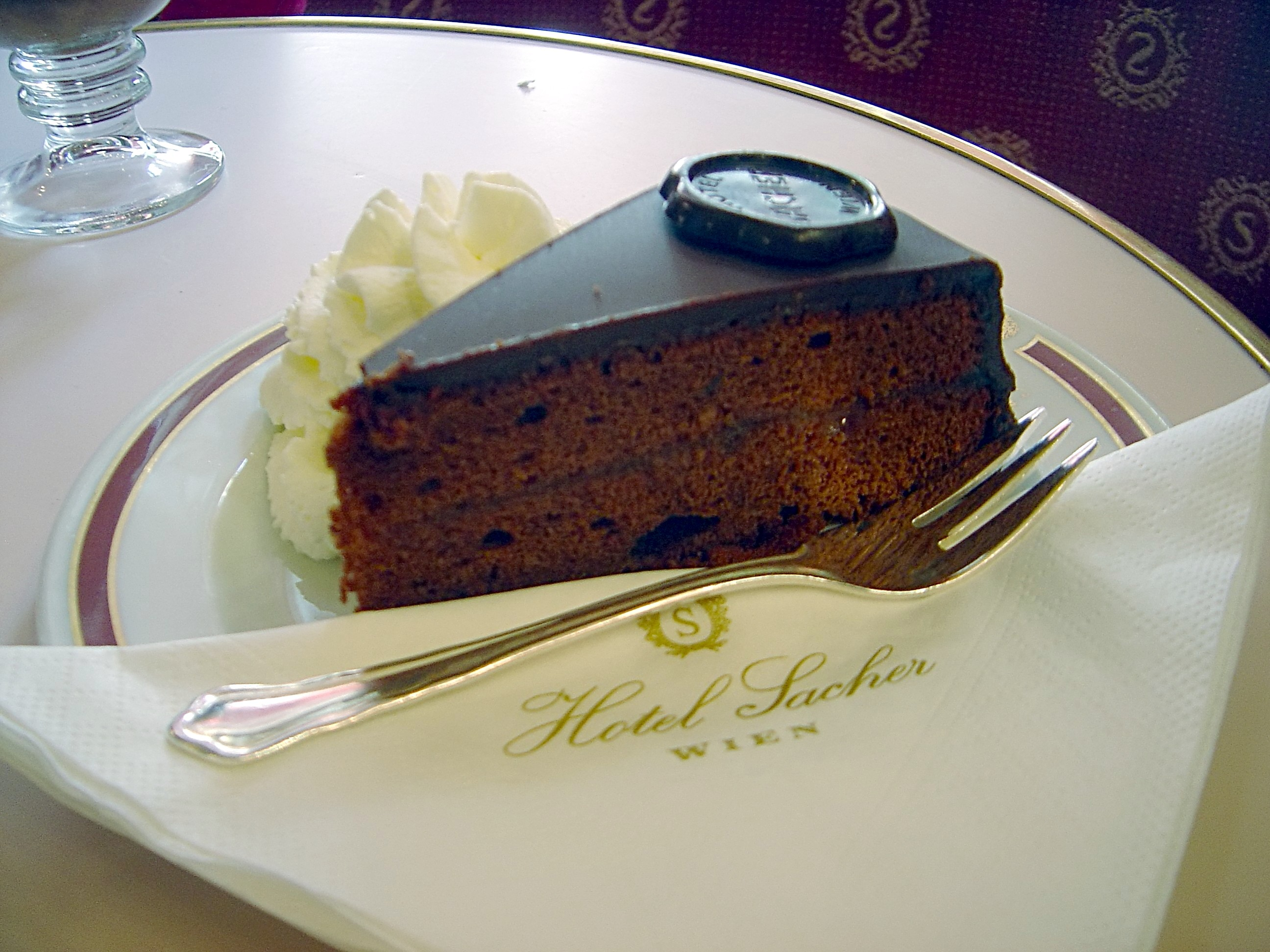
Sacherův dort

Rakouské moučníky a sladkosti jsou známé mezinárodně. Mezi nejoblíbenější patří pralinky Mozartovy koule, sněhové koule (Schneeball), jablečný závin nebo Sacherův dort. Stejně tak známé jsou sladké knedlíky povětšinou s meruňkami nebo švestkami. Typický je jablečný závin (Wiener Apfelstrudel) a císařský trhanec (Kaiserschmarren).

### Rychlé občerstvení
V rakouské kuchyni je velmi oblíbená houska s (teplou) sekanou – Leberkässemmel, ale i různé druhy párků.

## Nápoje

### Káva
Vídeňská kavárenská kultura a vídeňské kavárenské domy (kavárny) jsou od roku 2011 zapsány na seznam nehmotného kulturního dědictví UNESCO. První kavárenský dům by ve Vídni založen již v 17. století. V roce 1720 začaly kavárny ke kávě nabízet i noviny.
Mnohé kavárny nabízejí různé kávové speciality – např. Fiaker (prodloužená káva ve sklenici s rumem nebo slivovicí) nebo Kaiser Melange (káva se žloutkem někdy medem a pálenkou či koňakem).
Rozdílné (oproti standardní němčině) je i pojmenování základních typů káv – např. Kleiner Schwarzer (v dnešní době vlastně pojmenování pro ristretto). Rozdílným pojmenováním různých jídel se věnuje článek Rakouská němčina.
Mezi nejoblíbenější druhy káv patří Melange – káva smíchaná s mlékem v poměru 1:1.

### Ostatní nápoje
Z nealkoholických nápojů patří k nejoblíbenějším bylinná limonáda Almdudler. Z alkoholických nápojů to jsou pivo (oblíbenou rakouskou značkou je Gösser) a víno (hlavními produkčními oblastmi jsou Dolní Rakousko a Burgenland).

## Galerie

Pokrmy
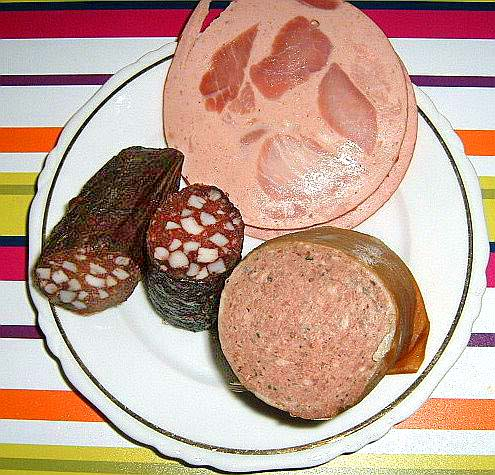
Bierschinken, Leberwurst a Blutwurst
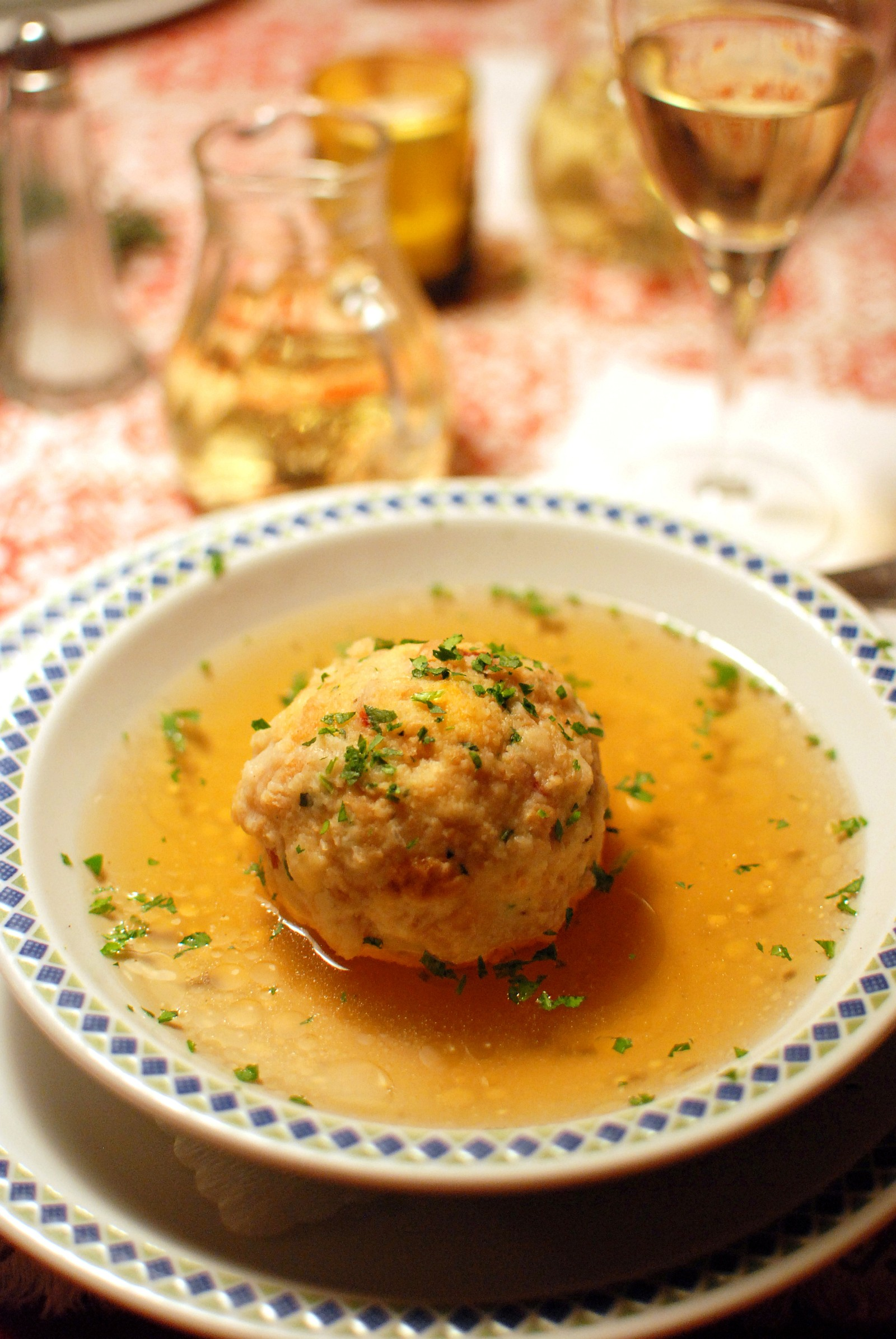
Tiroler Speckknödelsuppe
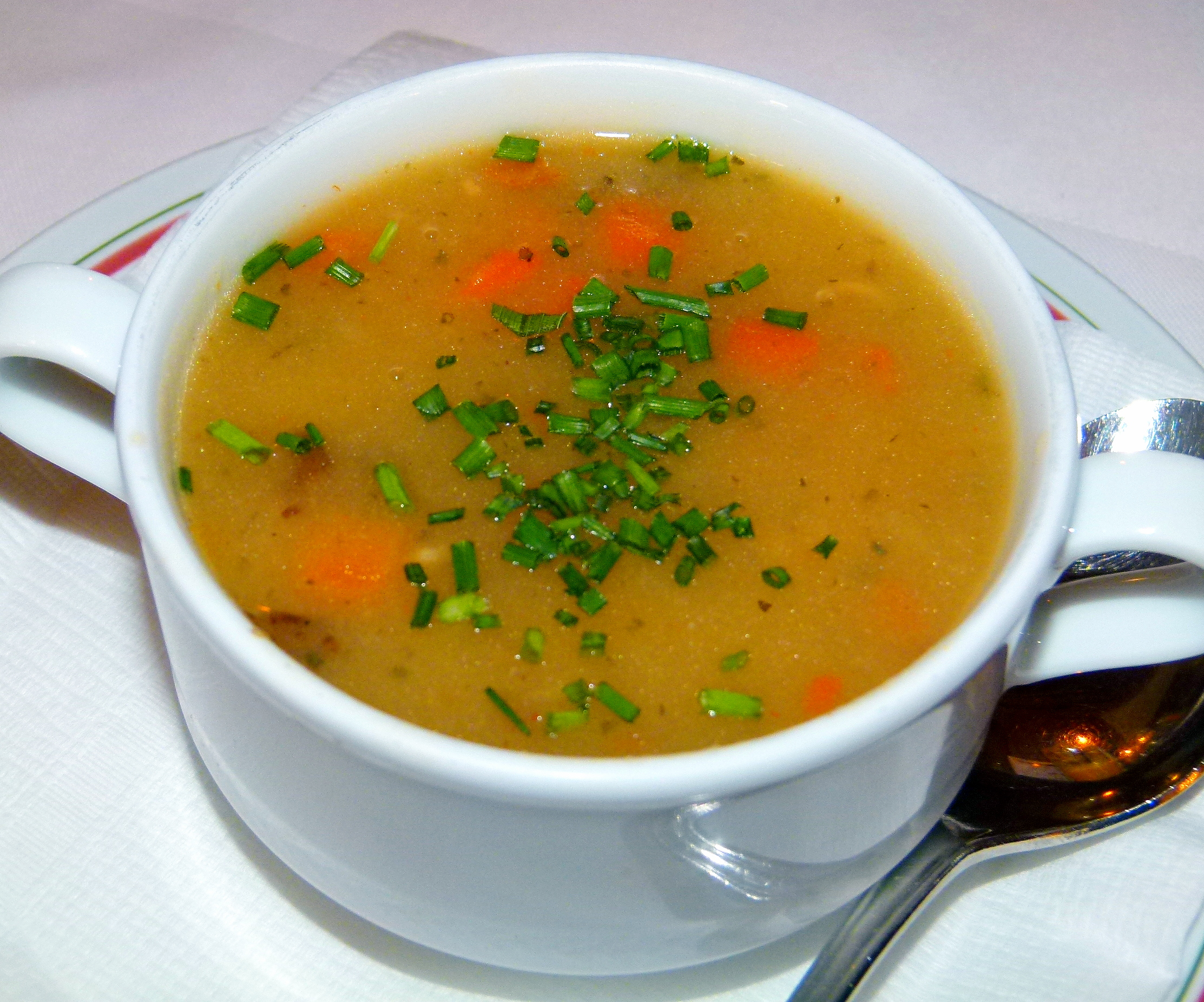
Erdäpfelsuppe
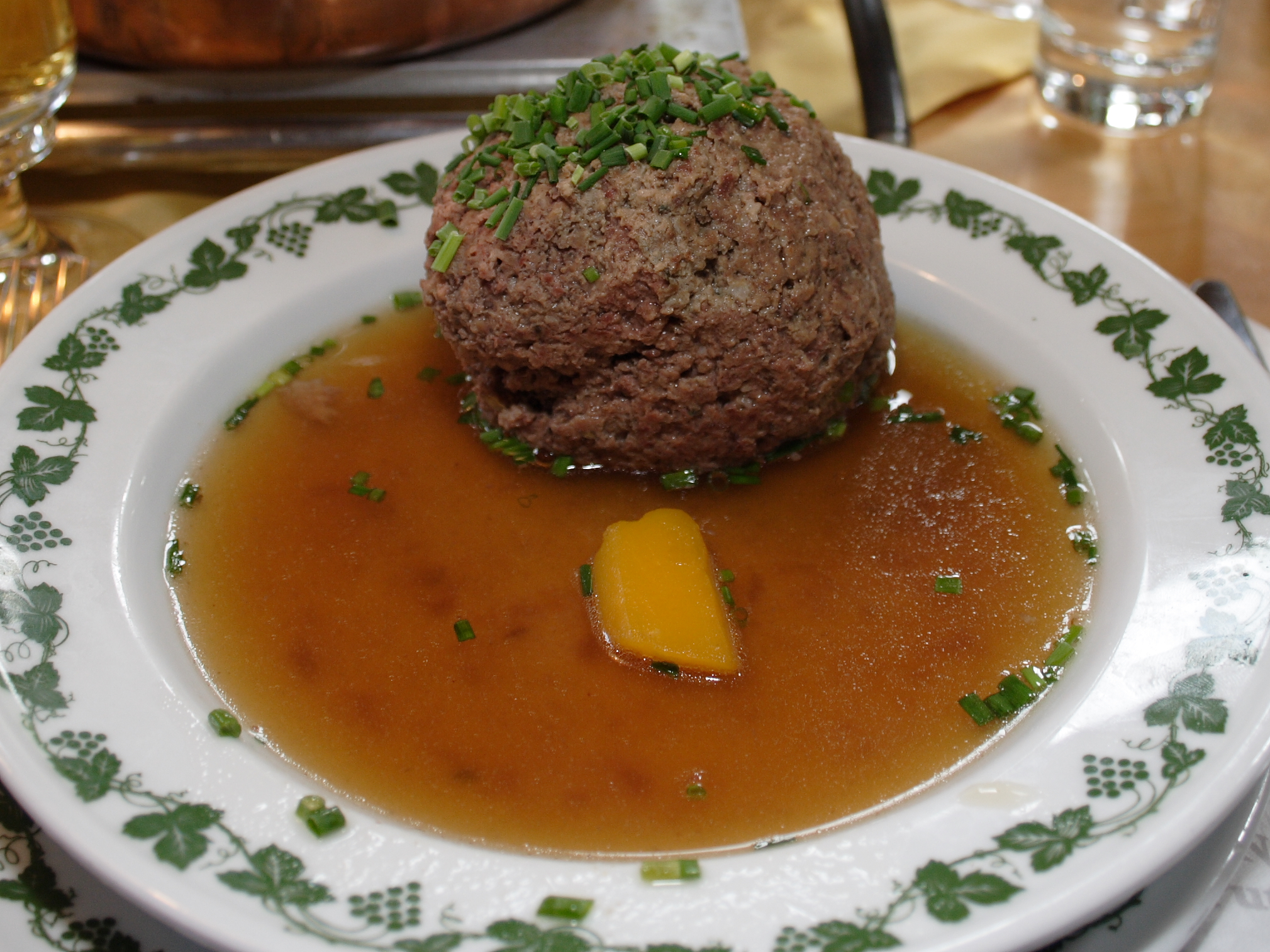
Leberknoedel
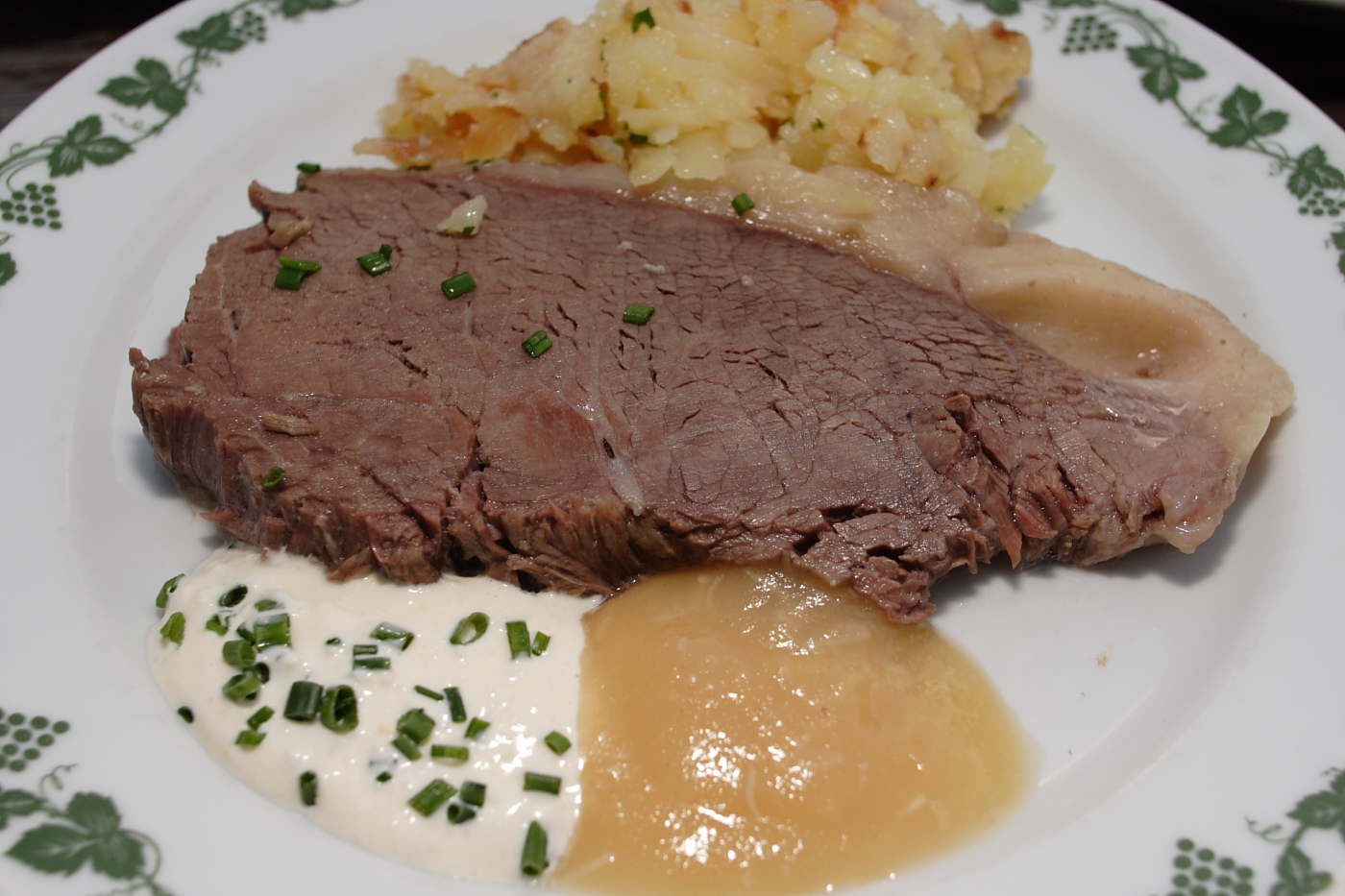
Tafelspitz
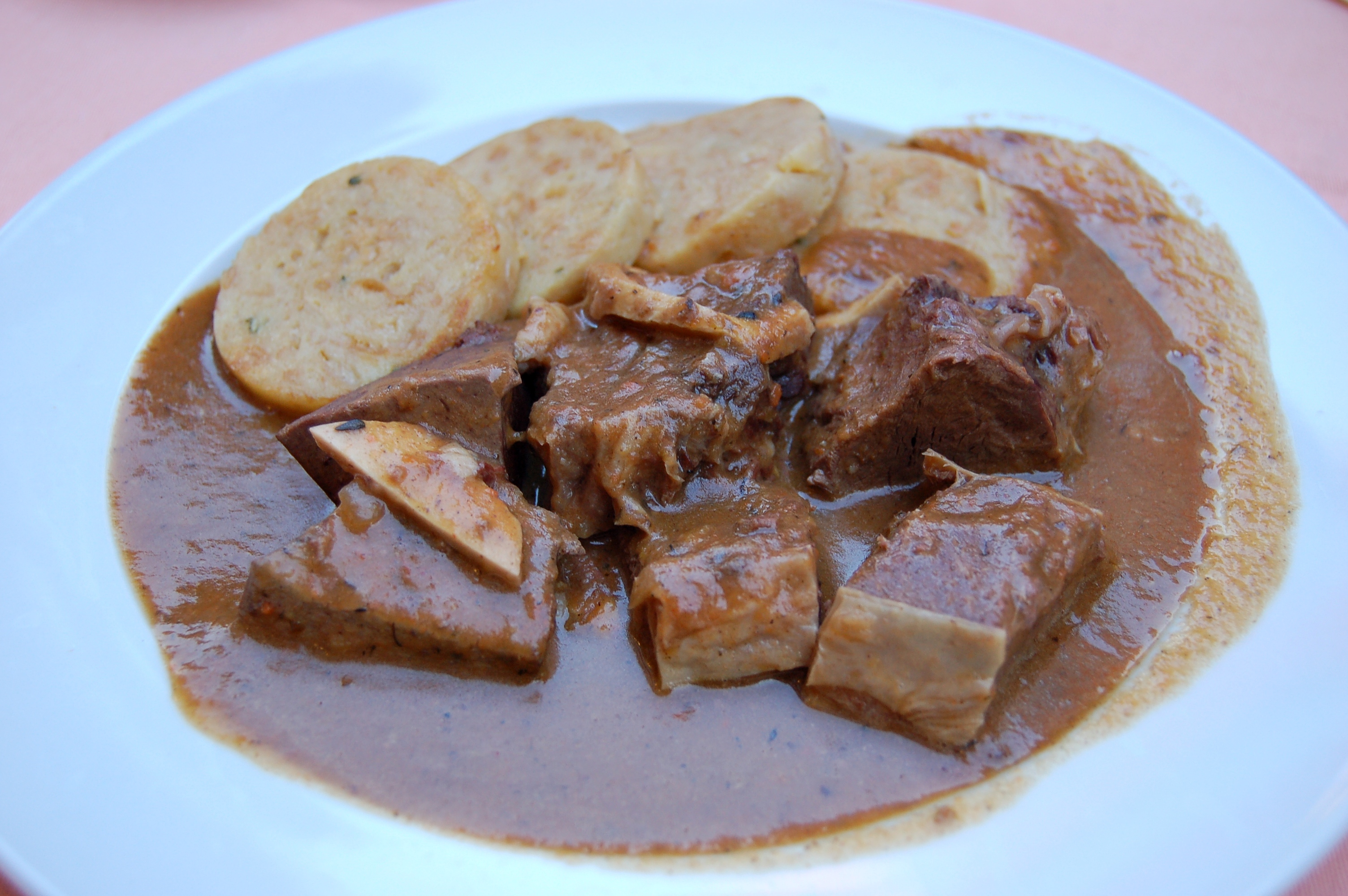
Bruckfleisch
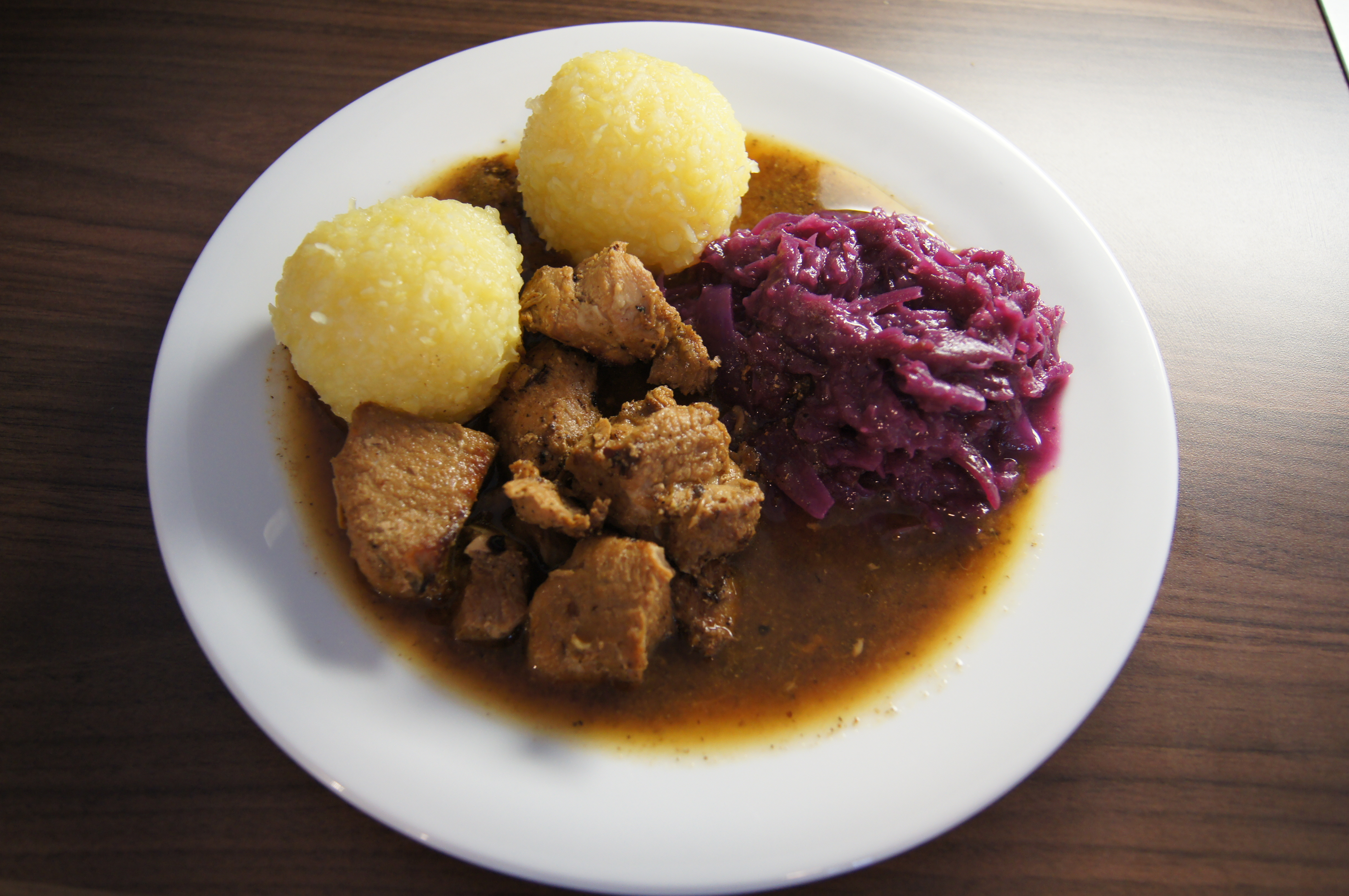
Rindsgulasch
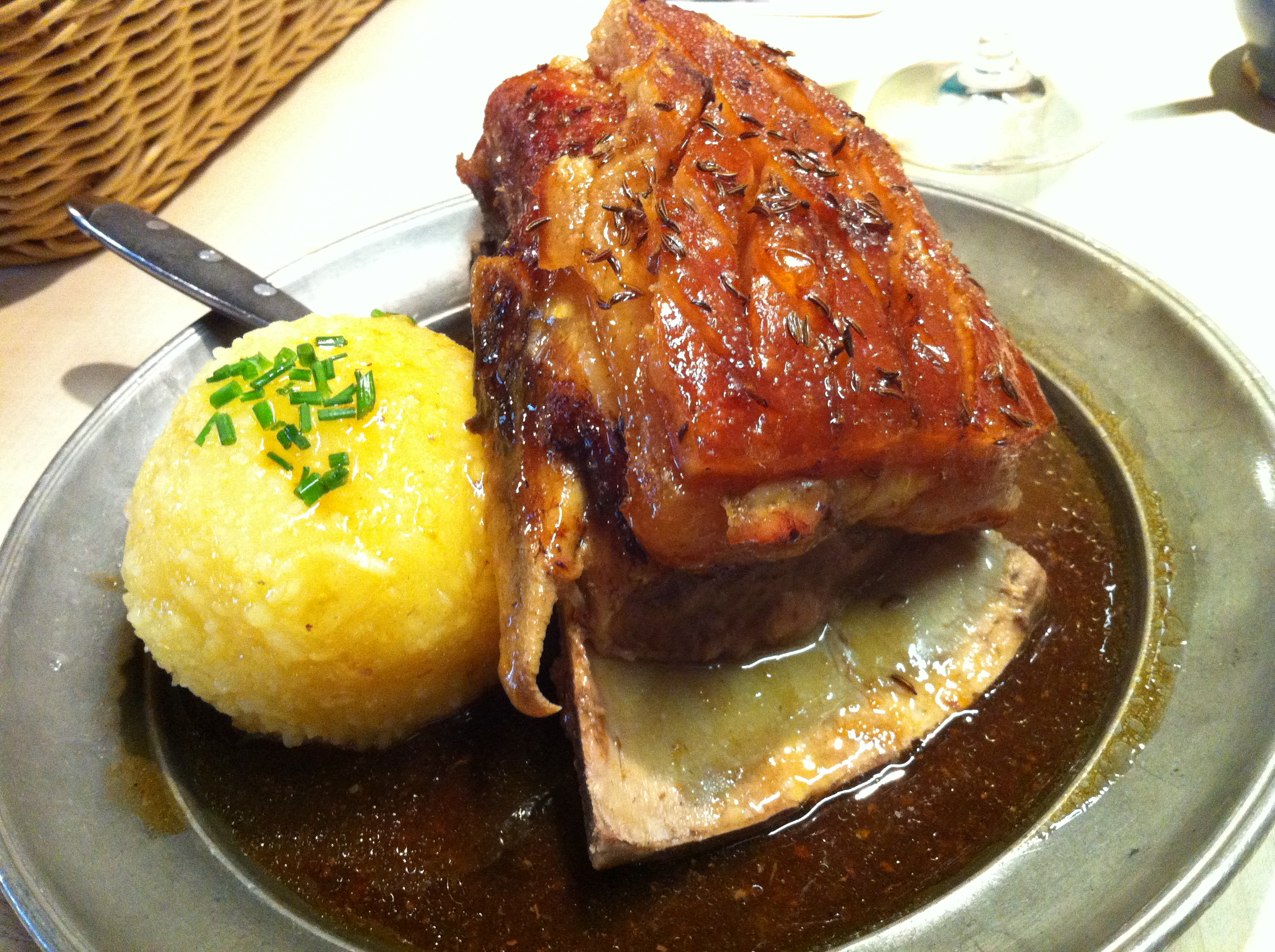
Schäufele a Knödel
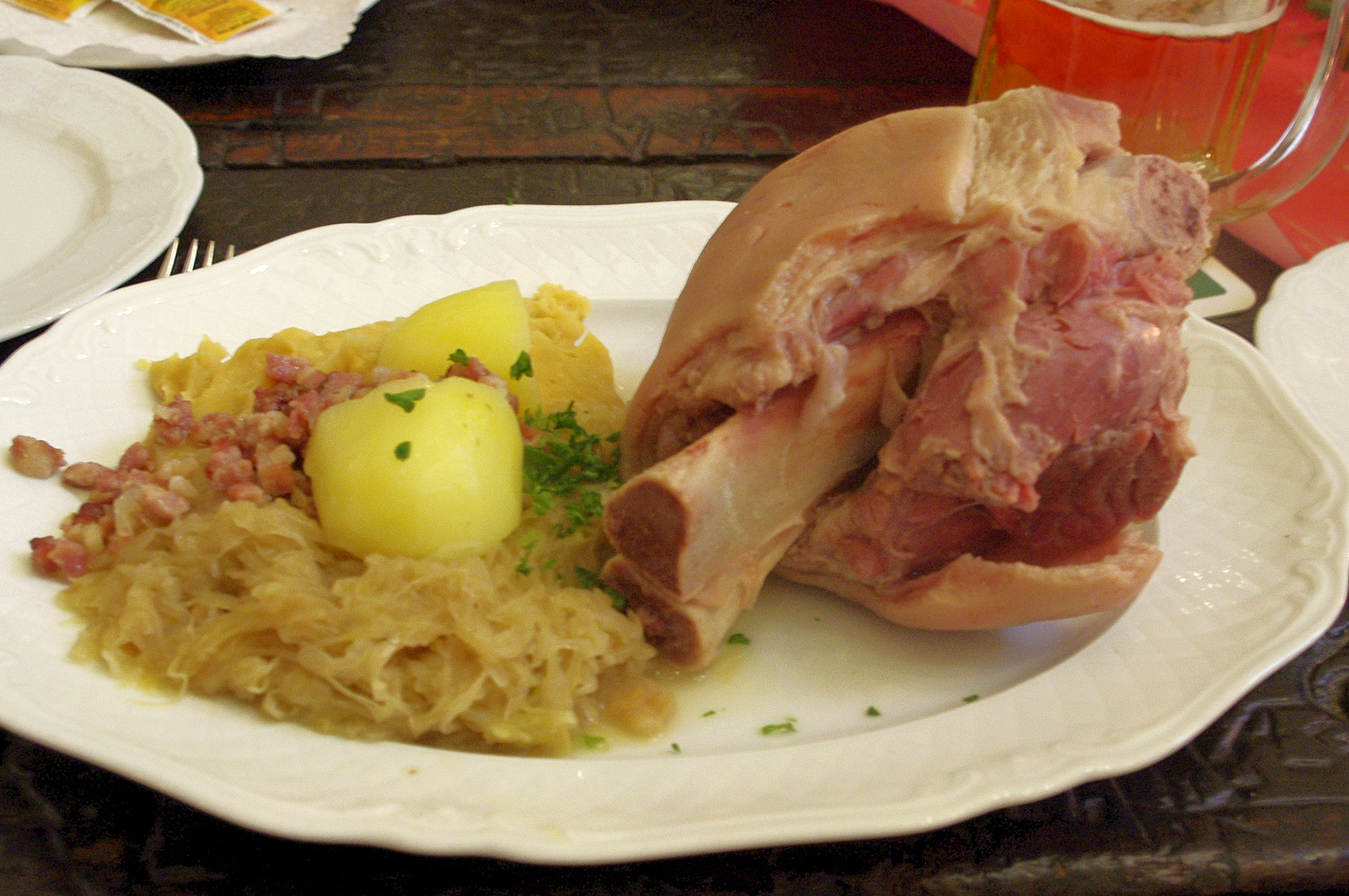
Eisbein
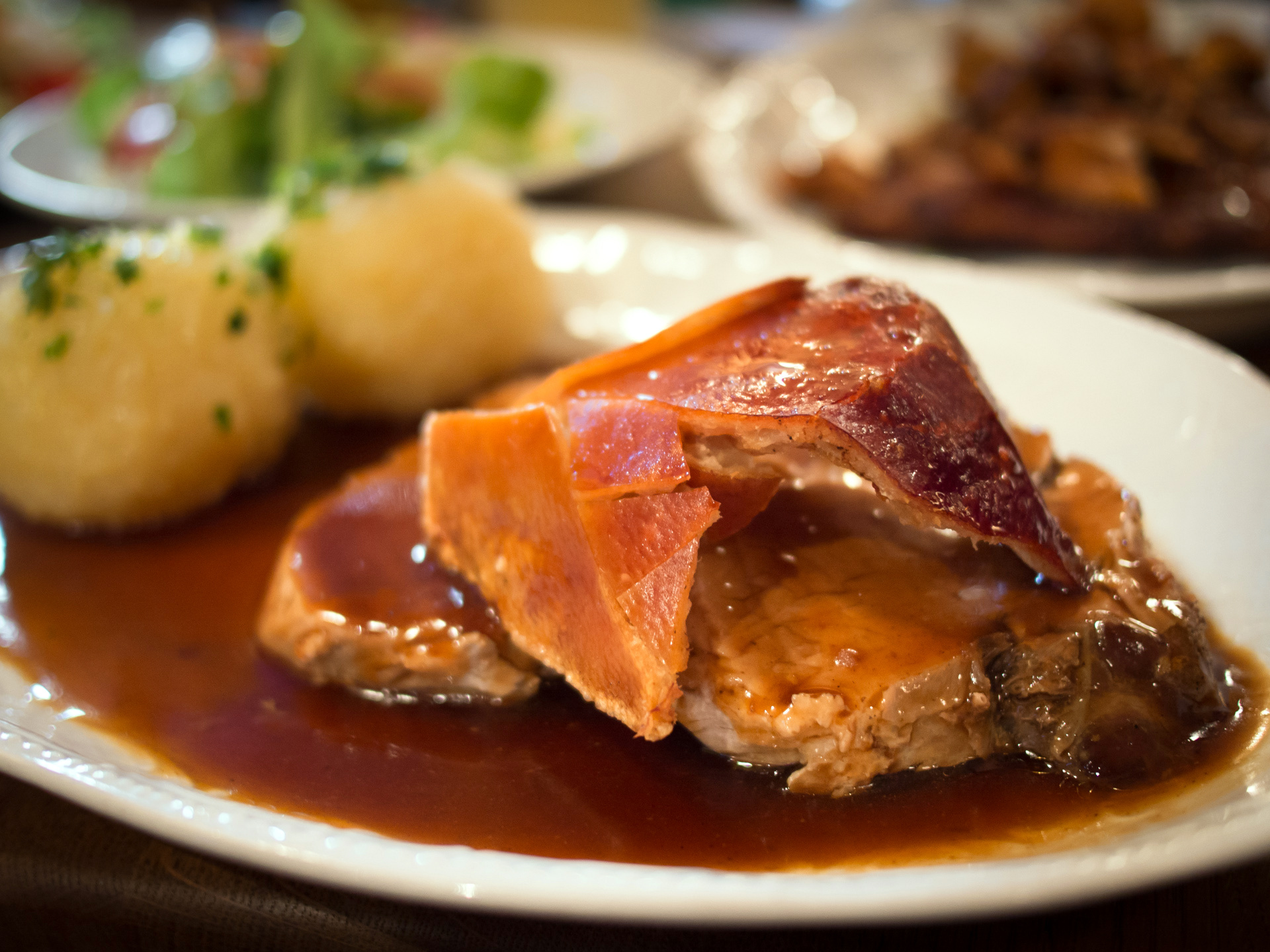
Krustenbraten mit Dunkelbiersoße, pečené vepřové s omáčkou z černého piva.
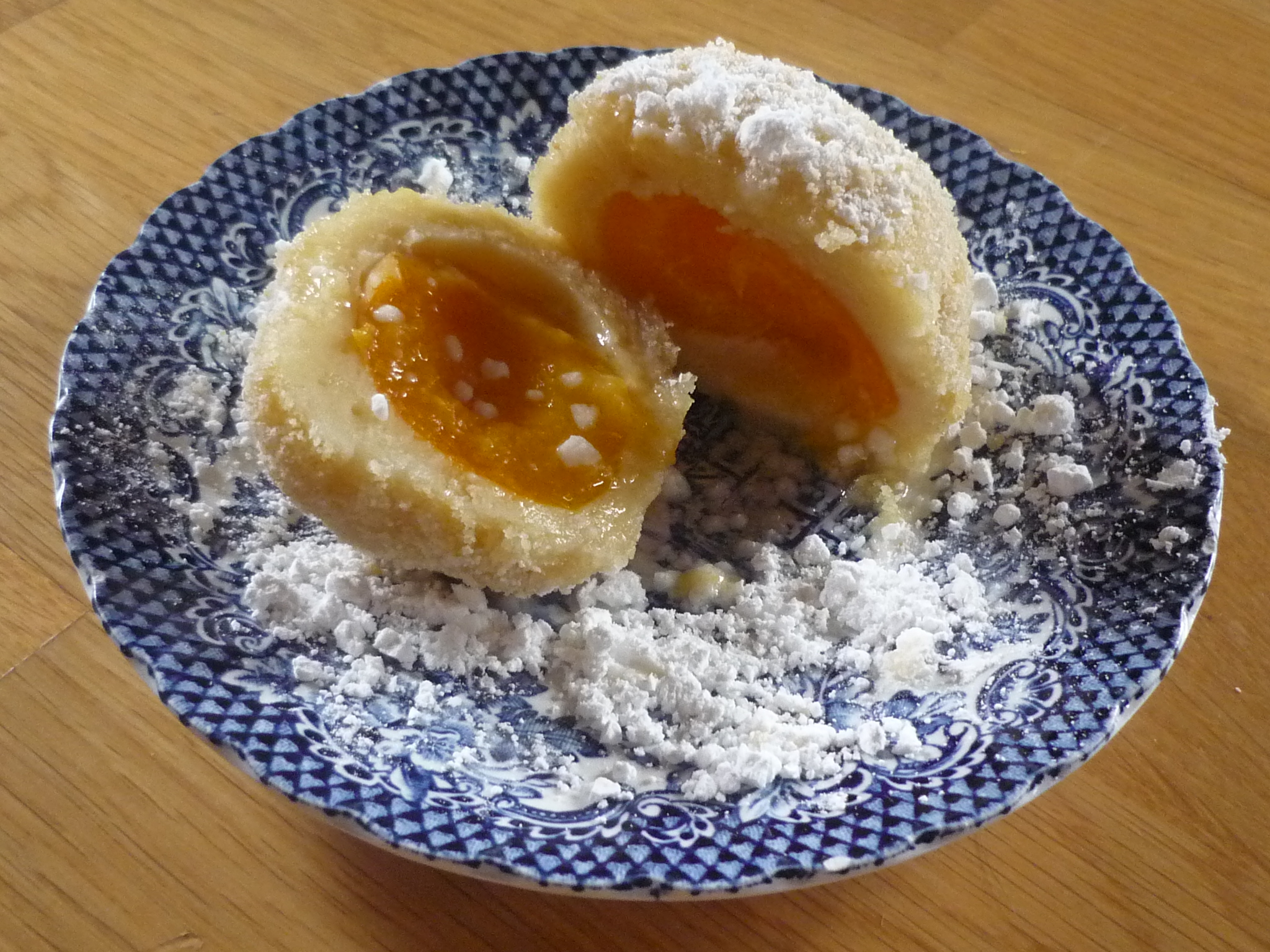
Marillenknödl
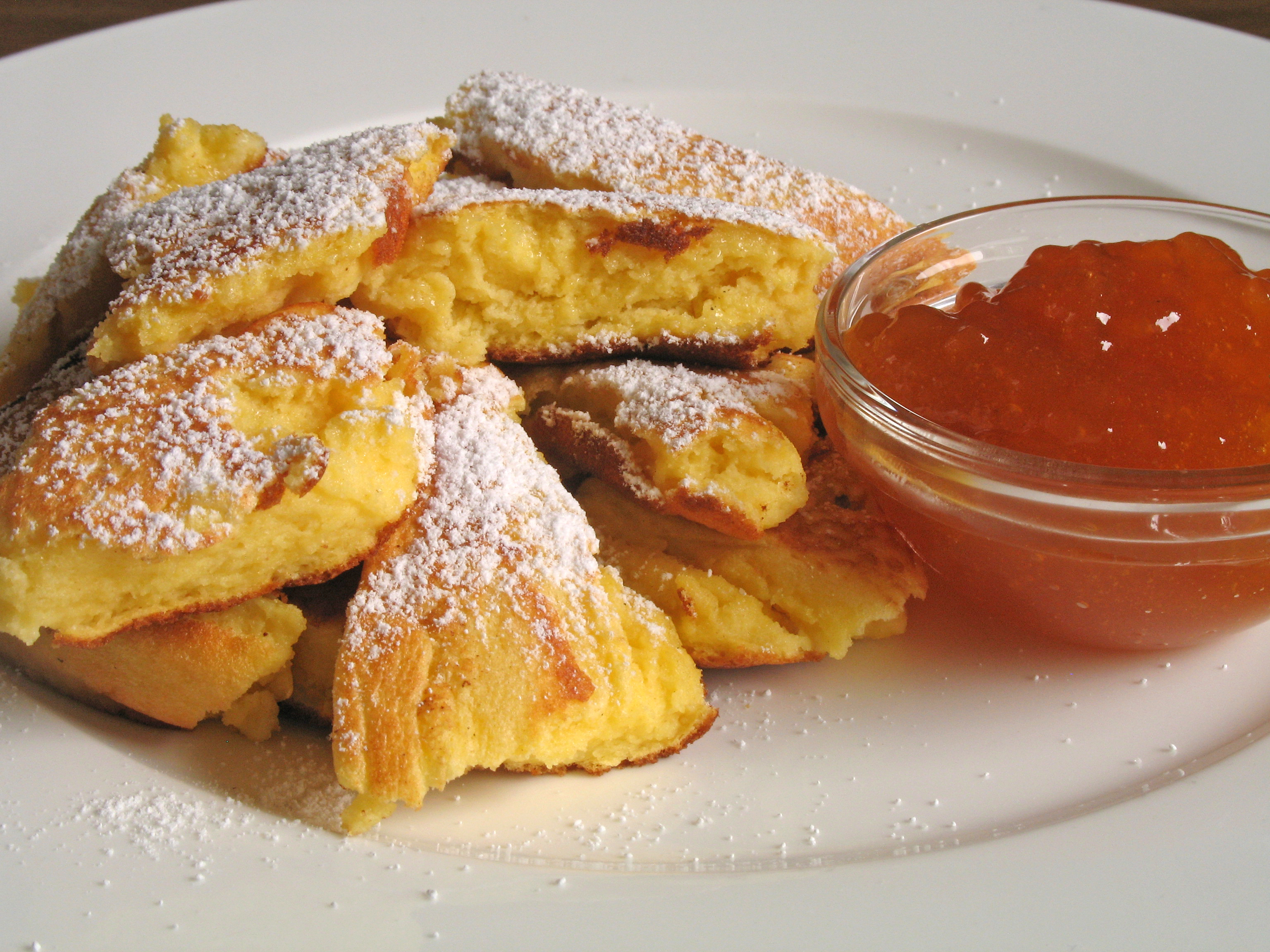
císařský trhanec
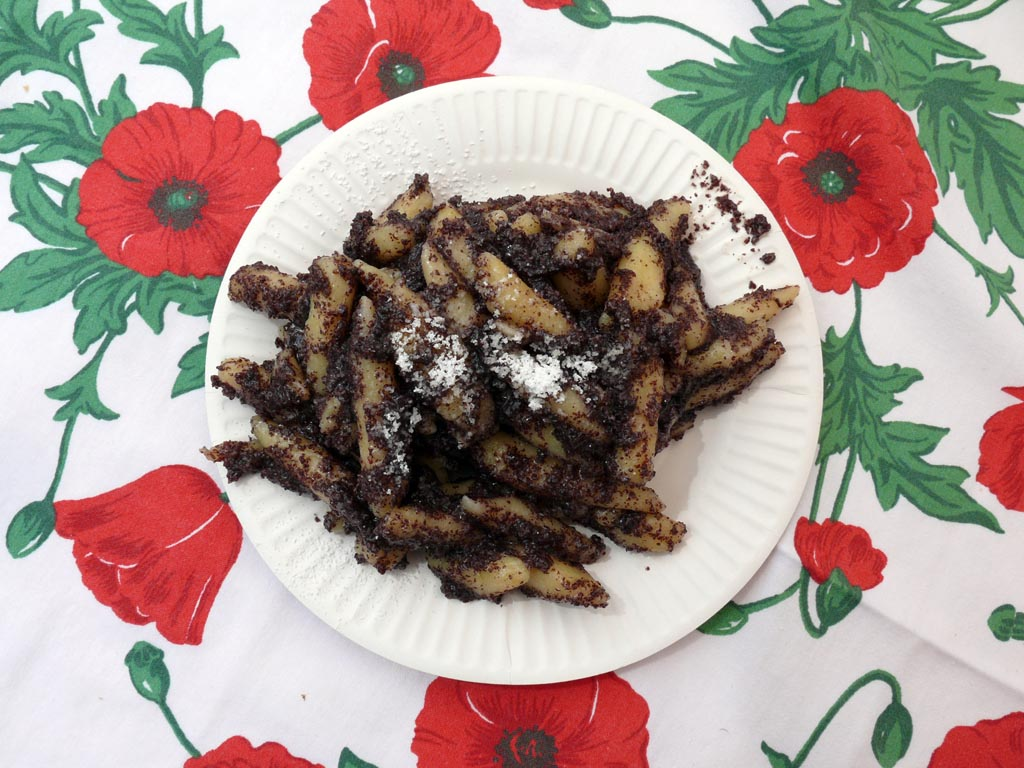
Mohnnudeln, nudle s mákem
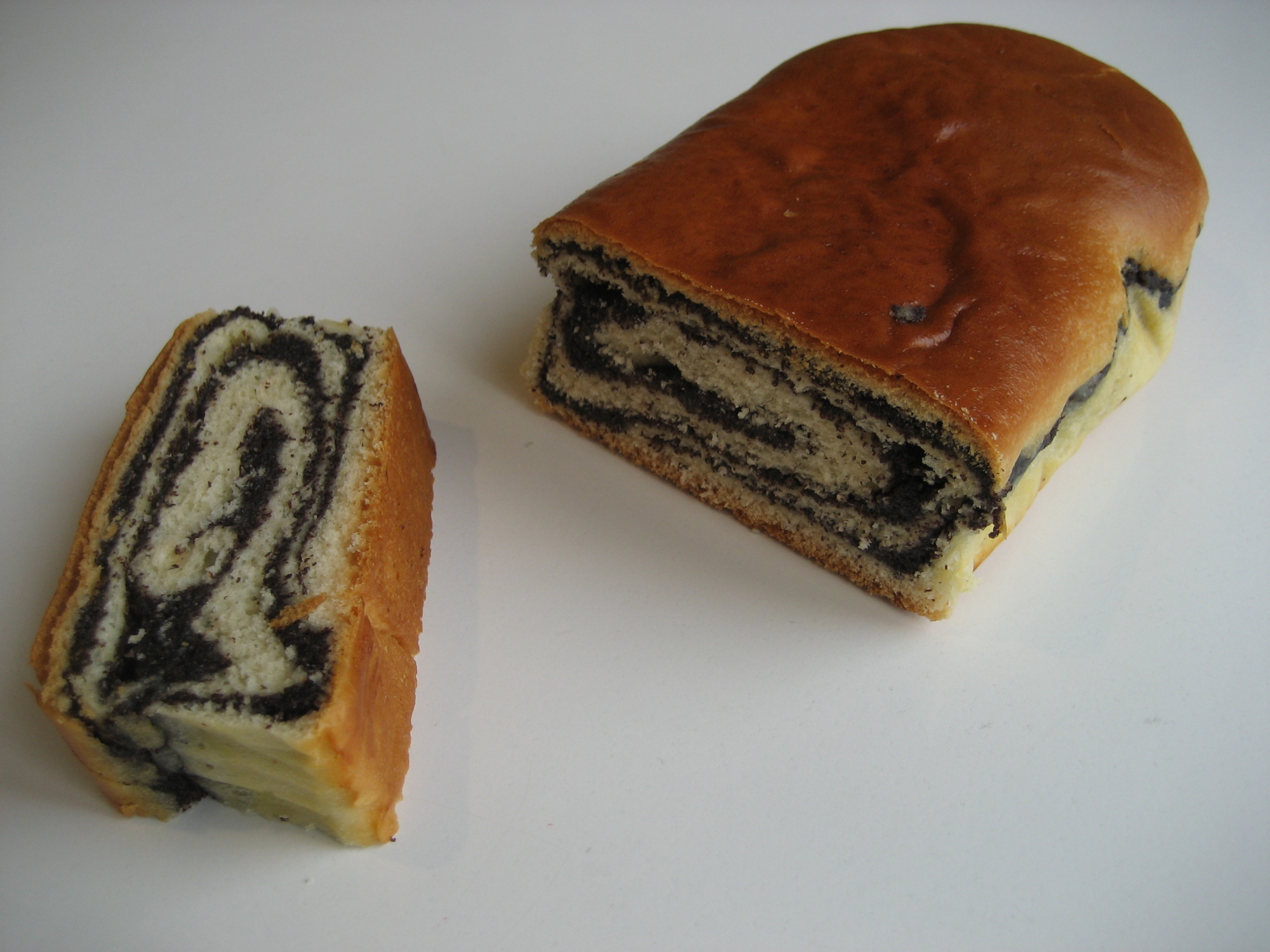
Mohnstrudel
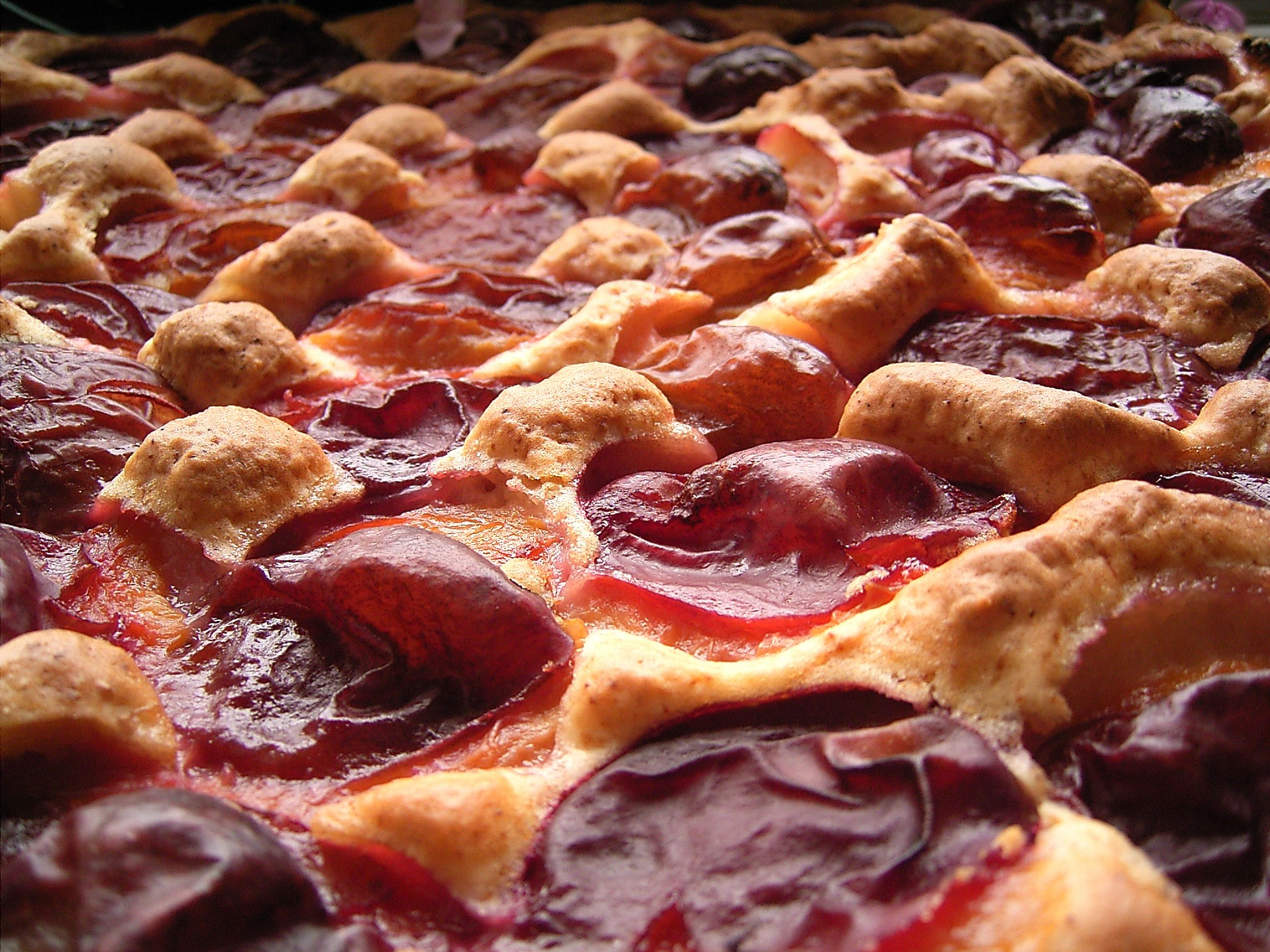
Švestkový koláč
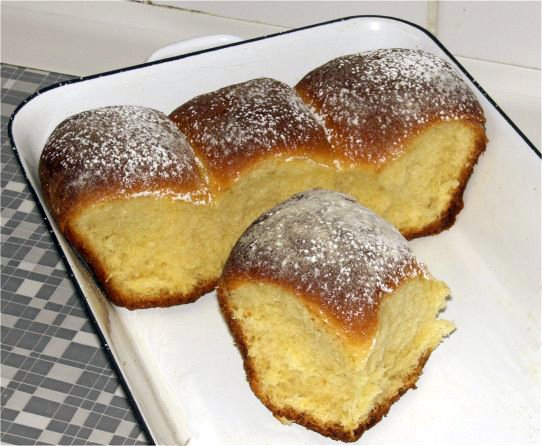
Buchteln (Buchty)
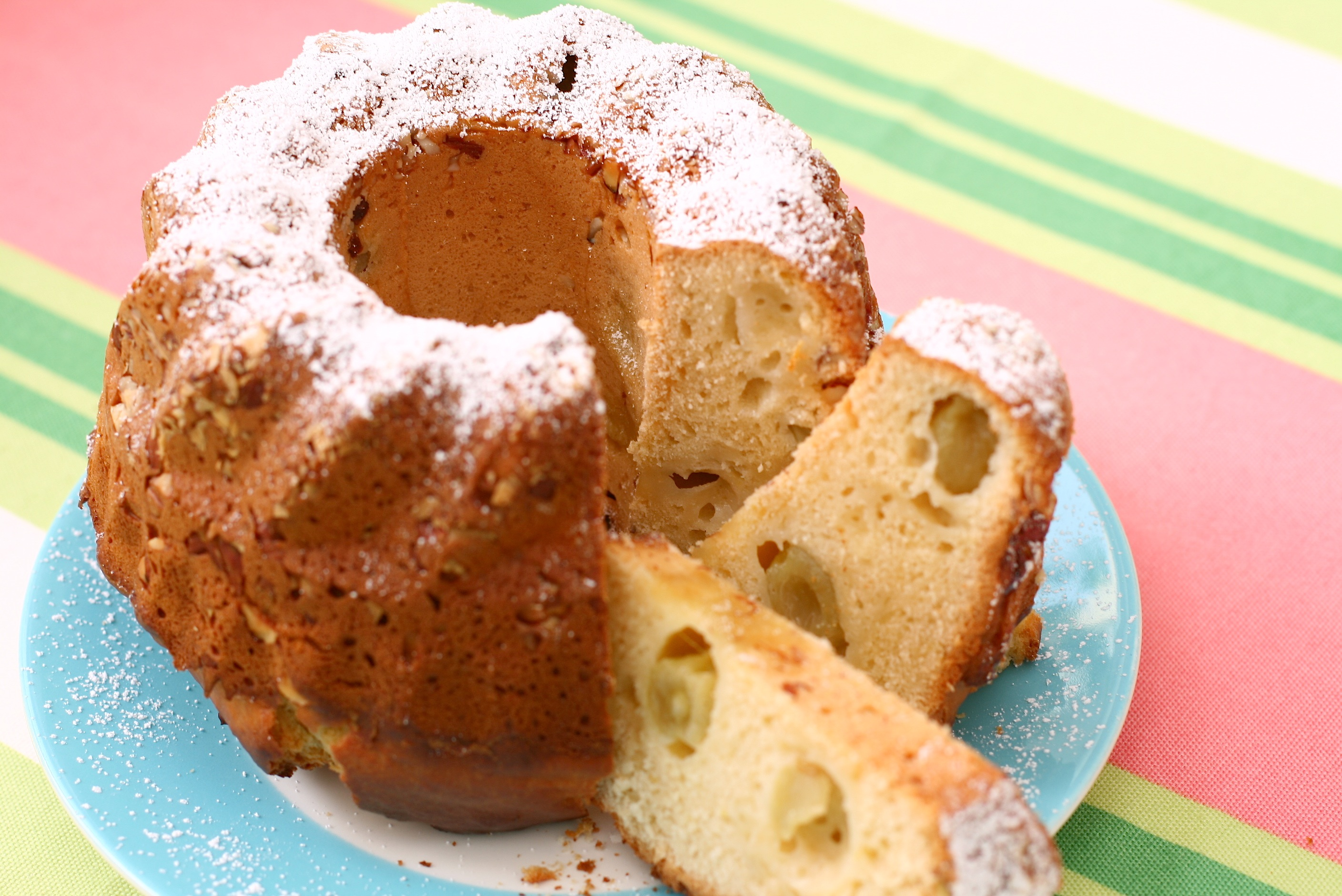
Bábovka s hrozny
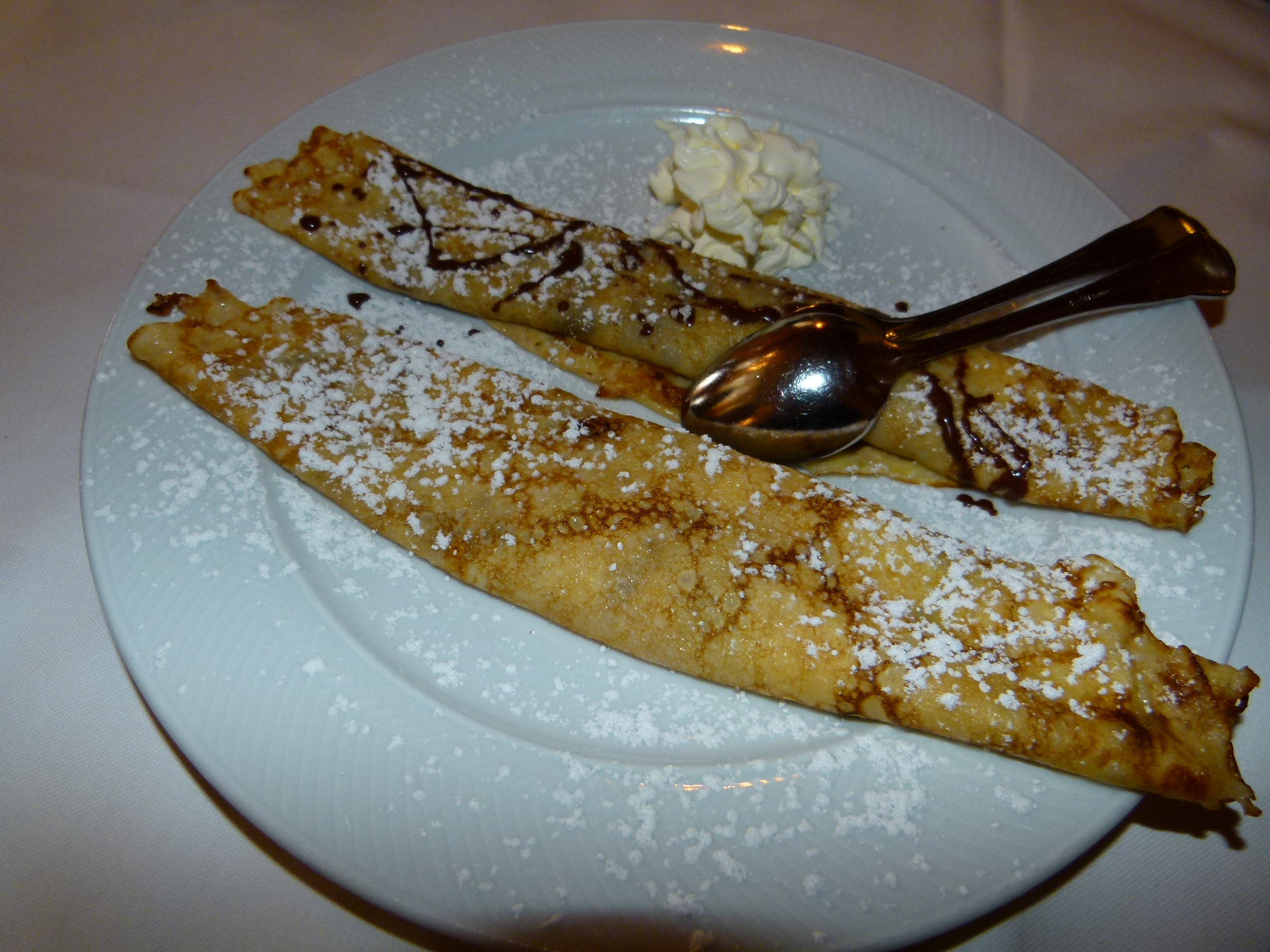
Palatschinken (palačinky)
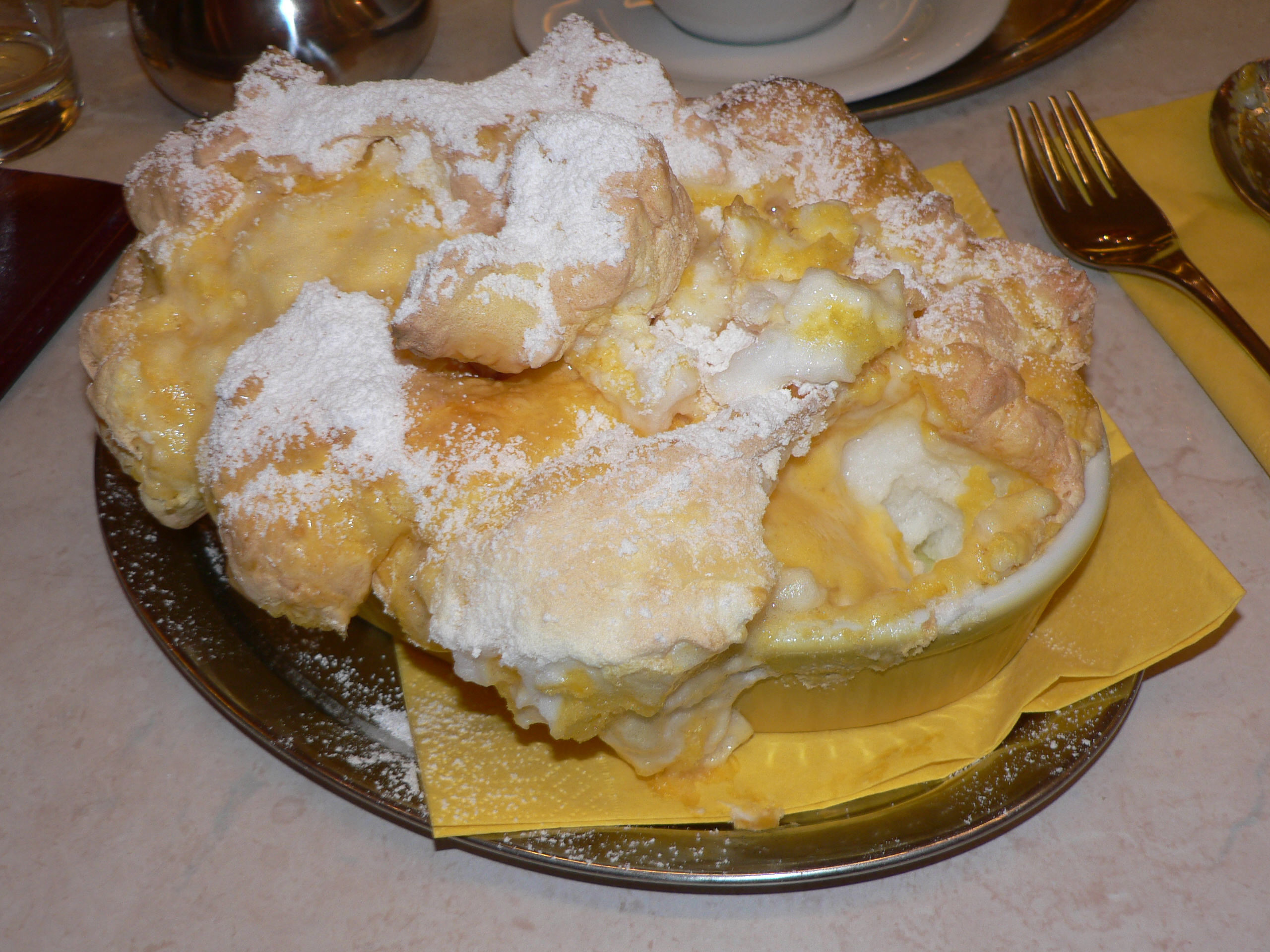
Salzburger Nockerln
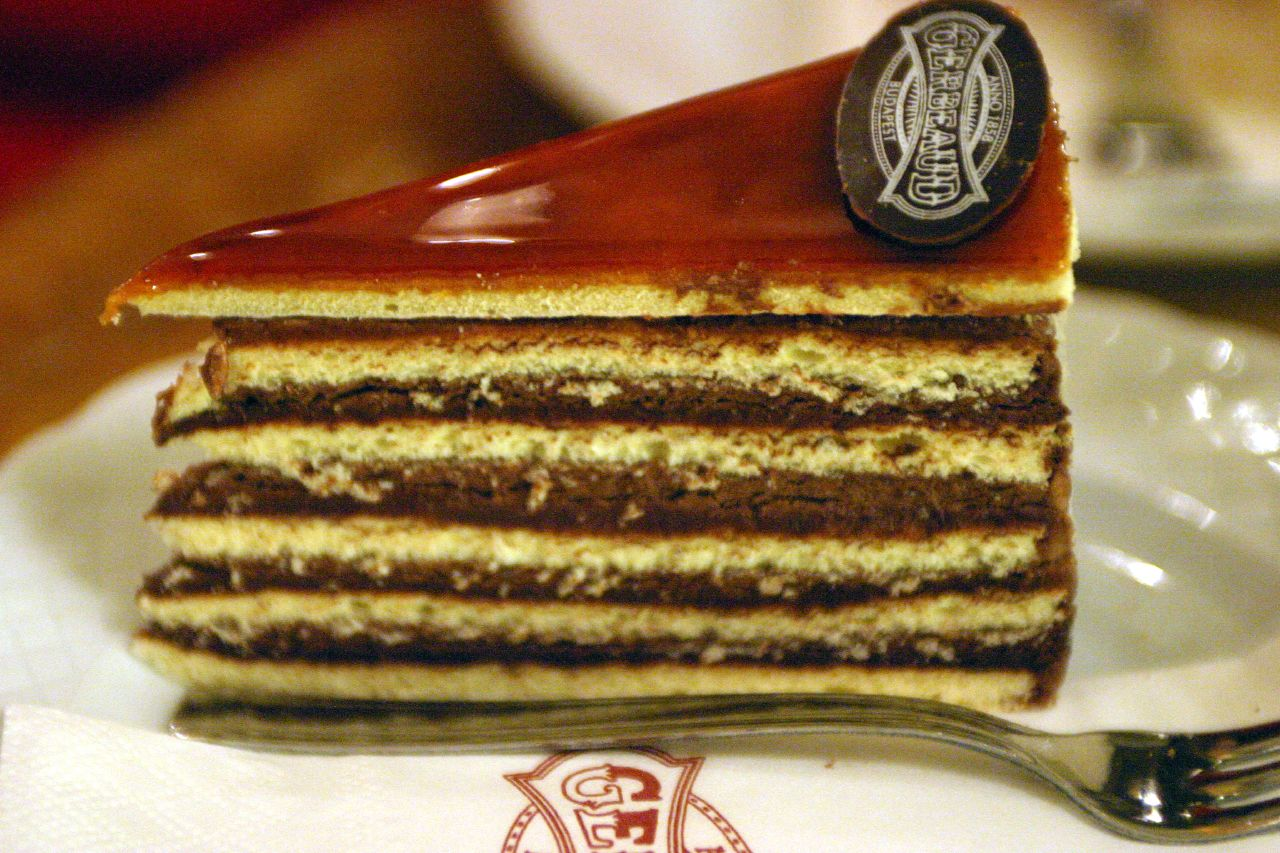
Dort dobos